# Libnotes alternimacula
Libnotes alternimacula är en tvåvingeart som först beskrevs av Alexander 1962.  Libnotes alternimacula ingår i släktet Libnotes och familjen småharkrankar. Inga underarter finns listade i Catalogue of Life.